# Rue de Thionville (Paris)
Pour les articles homonymes, voir Rue de Thionville.
La rue de Thionville est une voie du 19e arrondissement de Paris, en France.

## Origine du nom

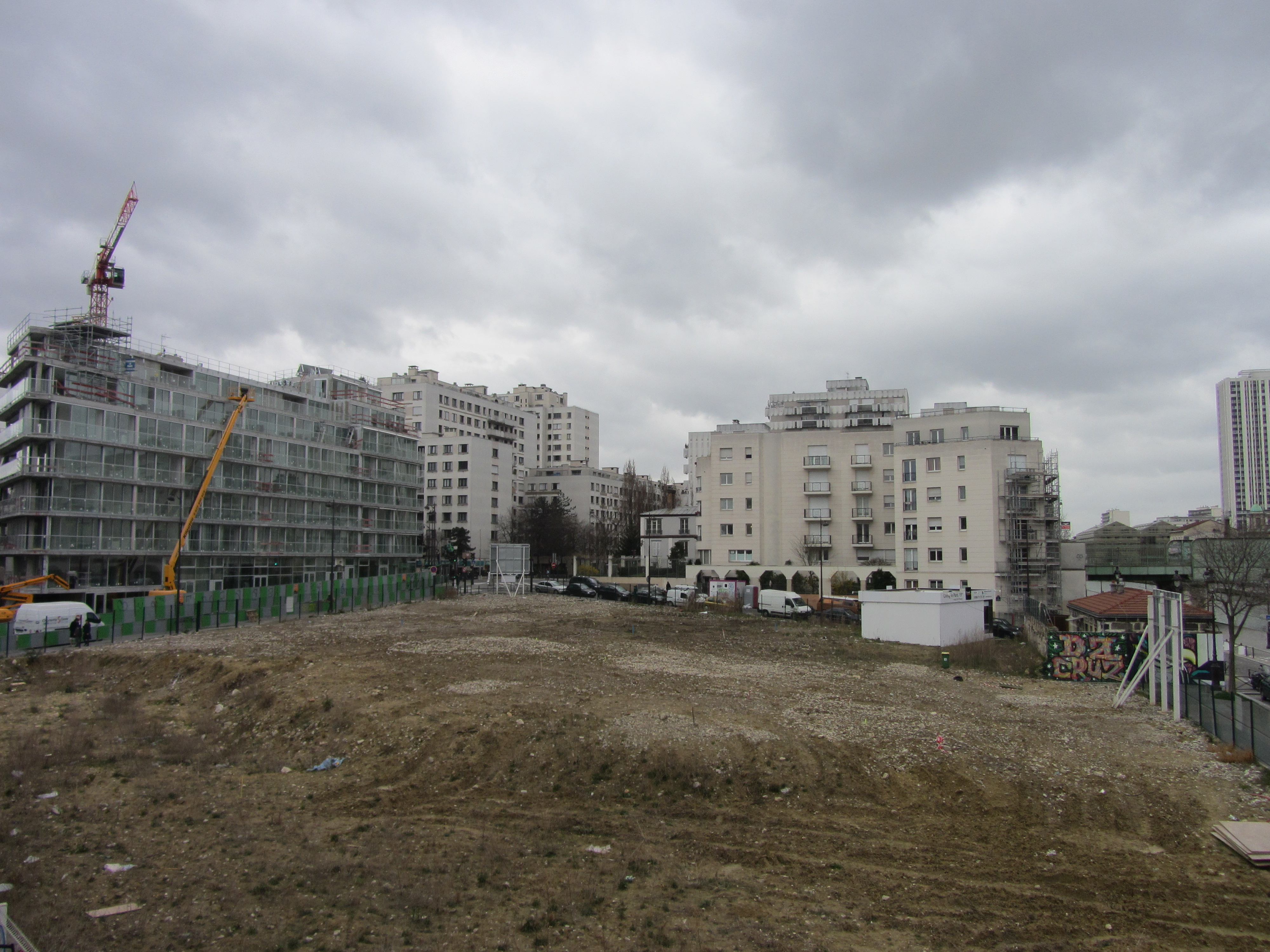
Travaux de construction de nouveaux immeubles d'habitations (2013).

Le nom est donné à cette rue en mémoire de l'héroïque résistance des habitants et de la garnison de Thionville, en Moselle, lors du siège de Thionville par l'armée prussienne en 1792.

## Historique
Cette voie, de l'ancienne commune de la Villette. Elle est appelée « rue de la Ferme- Ribois » sur le Plan des limites et bornages des faubourgs de Paris  de Jean Beausire (1724-1728) et sur le plan topographique et raisonné de Paris de Pasquier et Denis (1758). Sur le plan cadastral de 1812, elle portait le nom de « chemin des Moines » avant 1829. Elle est classée dans la voirie parisienne par un décret du 23 mai 1863.
Le 23 mars 1918, durant la première Guerre mondiale, un obus lancé par la Grosse Bertha explose aux nos 8-10 rue de Thionville. 
La partie en retour d'équerre qui débouchait quai de la Marne a été dénommée « quai de Metz » par un arrêté municipal du 5 décembre 1996.

## Bâtiments remarquables et lieux de mémoire
- Jean-César Macret (1768 – après 1813) vécut rue de Thionville, où il fut professeur de dessin et marchand d'estampes.
- no 14 : Théâtre des Artisans